# Gralha-preta
Gralha-preta (Corvus corone) é uma ave da família Corvidae (corvos). Embora sensivelmente menor, é comumente confundida com o corvo-comum por sua semelhança, apesar de serem espécies diferentes pertencentes ao mesmo gênero.

## Características
- Comprimento: 47 cm
- Envergadura: 92 a 100 cm
- Peso: 450 a 600 g
- Longevidade: 20 anos

## Distribuição
Com uma zona de distribuição bastante ampla, a gralha-negra pode ser encontrada em praticamente todo o continente europeu, o norte de África e a Ásia central, incluindo a Sibéria.  Apesar de ser original da Eurásia, essa ave já se encontra em grande quantidade no Brasil, provavelmente vindo junto com os colonizadores portugueses.

## Habitat
Esta ave pode ser encontrada numa grande variedade de habitats. Normalmente habita em zonas de bosque pouco arborizados que tenham nas suas imediações zonas que proporcionem alimentação abundante. São ainda bastante frequentes em  campos agrícolas, parques de cidades e na proximidade de estradas, onde aproveitam os cadáveres dos animais mortos pelo trânsito rodoviário.

## Reprodução
A gralha-negra atinge a maturidade sexual aos dois anos de idade. Vive em acasalamento permanente tendo um comportamento bastante territorial. O ninho, normalmente, situado em árvores ou falésias é construído pelos dois membros do casal. É constituído por ramos e raízes misturados com barro sendo o  seu interior forrado com lã e crinas de outros animais, ocasionalmente, com trapos e papéis.
A postura é de 3 a 5 ovos e ocorre durante os meses de Abril e Maio. A incubação é assegurada exclusivamente pela fêmea durante os 18 a 21 dias que dura o período de choco. As crias são alimentadas por ambos os pais e abandonam o ninho com 35 dias de idade.

## Alimentação
A gralha-negra é uma ave omnívora. Alimentando-se essencialmente de cadáveres de outros animais e pequenos animais, incluindo  insectos, caracóis, ratos, lagartos, rãs, vermes e outros invertebrados. Fazem ainda parte da sua alimentação: frutas, cereais, bagas e restos de comida humana, em zonas urbanas. Pode ainda atacar ninhos para comer os ovos ou as crias.

## Subespécies
- C. corone corone
- C. corone orientalis

## Galeria

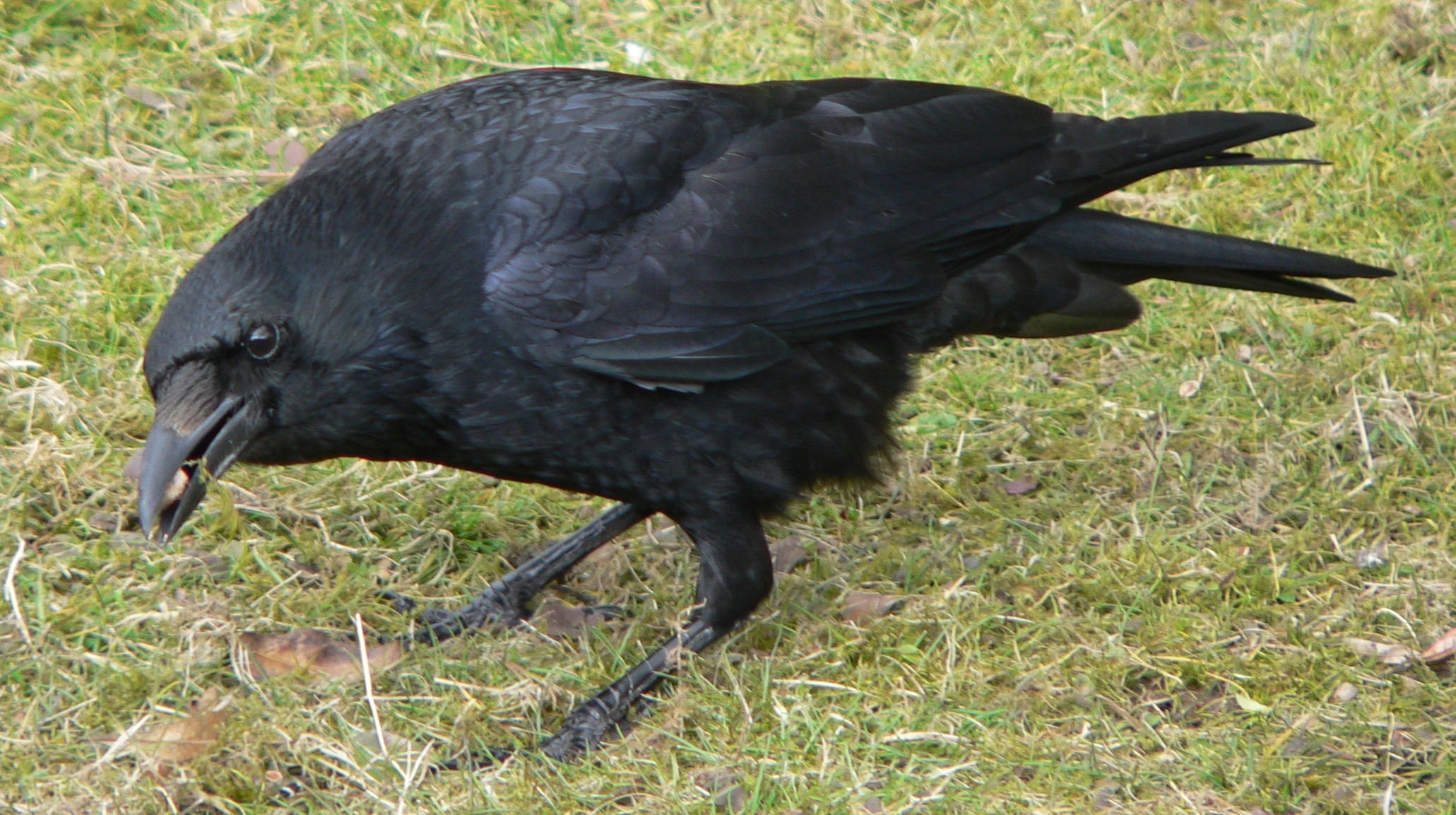
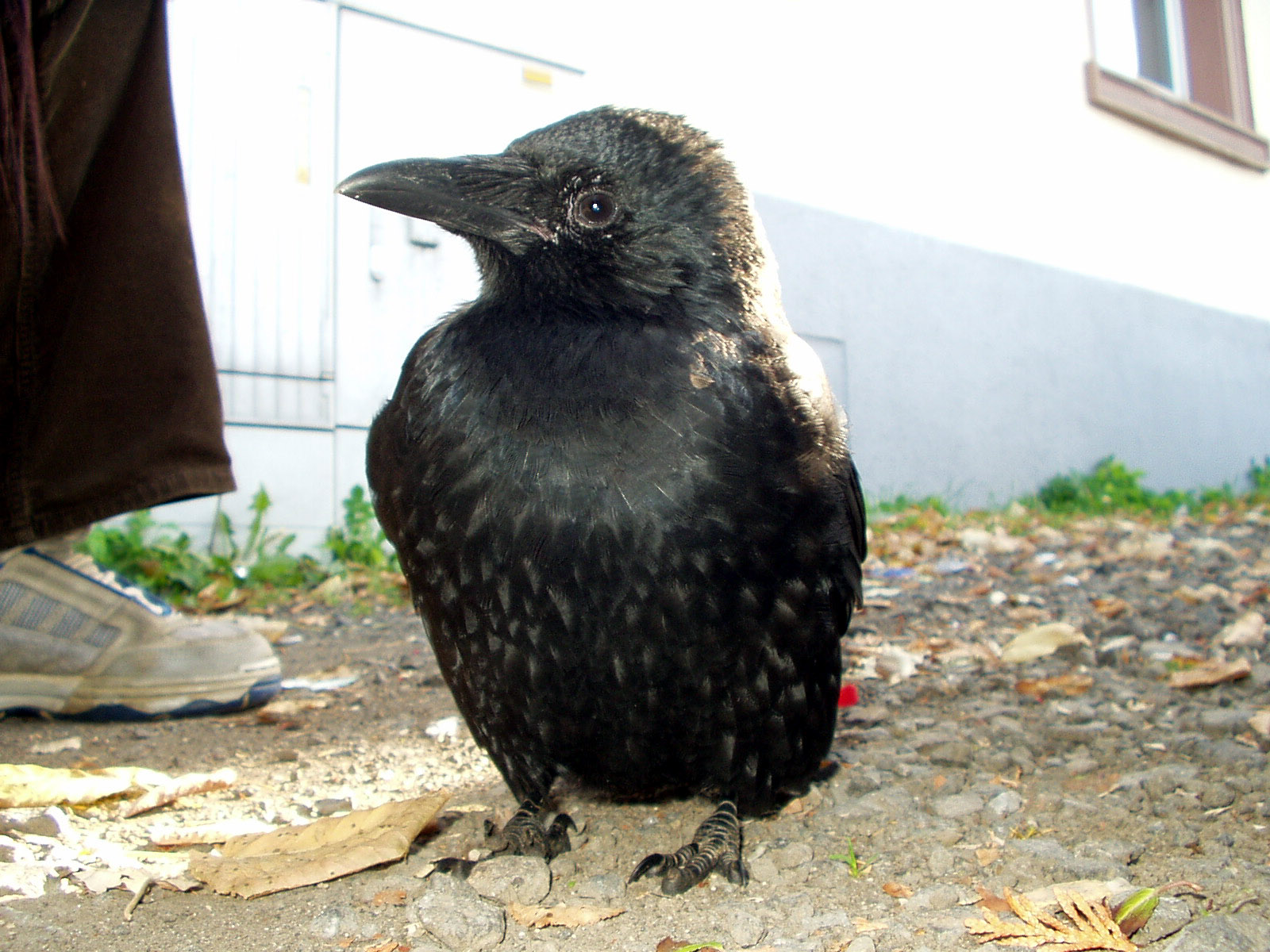
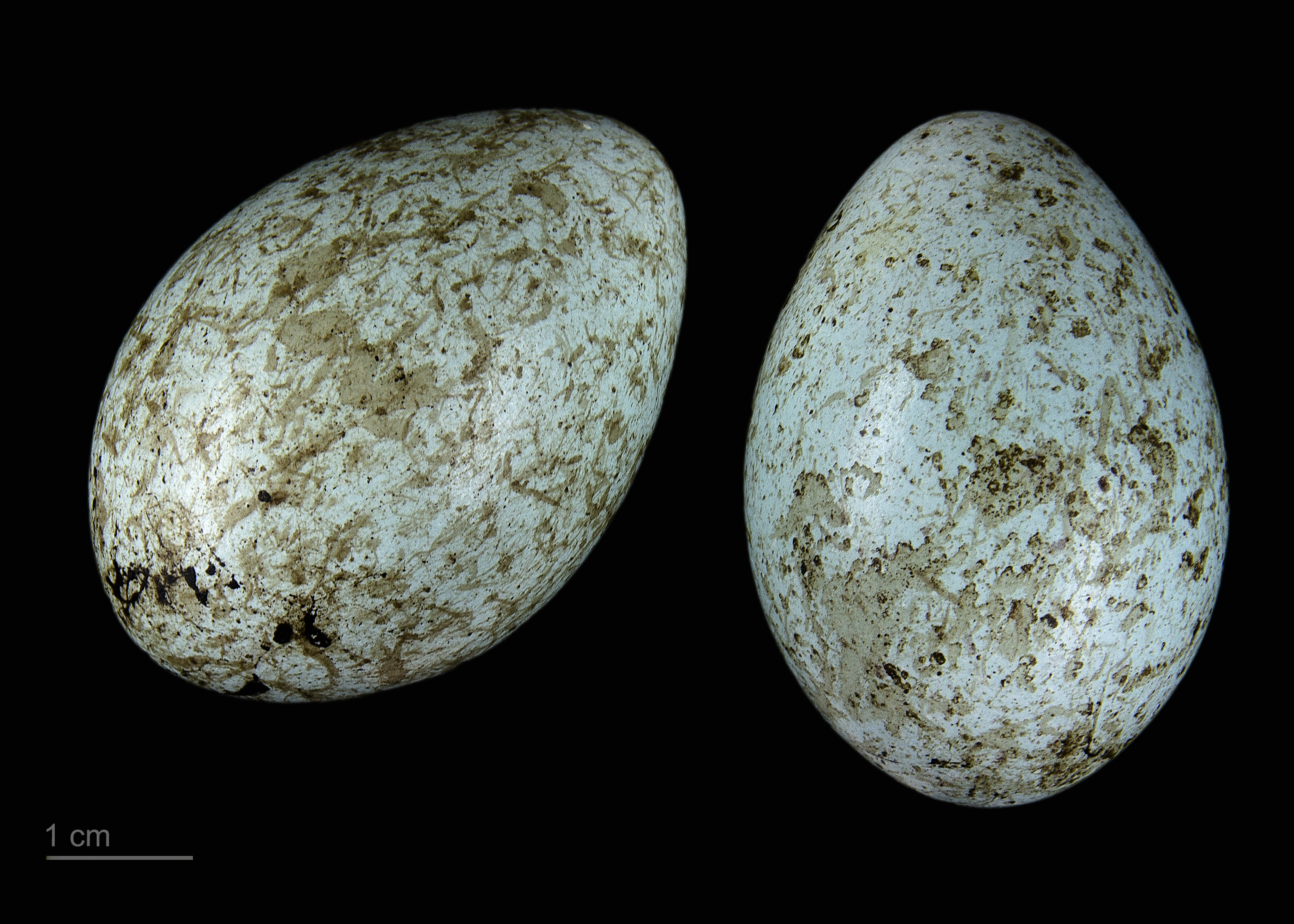
Corvus corone corone - MHNT